# Нихер, Алисса
Алисса Мишель Нихер (англ. Alyssa Michele Naeher; род. 20 апреля 1988, Бриджпорт, Коннектикут) — американская футболистка, вратарь клуба «Чикаго Старз». Двукратная чемпионка мира (2015, 2019). Ранее играла за «Бостон Брейкерс» и «Турбине» . В составе «Брейкерс» она была названа вратарём 2014 года.

## Биография
Нихер — дочь Джона и Донны Линн Нихер. У неё есть сестра-близнец Аманда, которая играла в футбол в колледже Мессия, и младшая сестра по имени Эбигейл. Она имеет немецкие, английские и французские канадские корни, исповедует христианство.

## Ранние годы
Нихер обучалась в школе Христианского наследия, в команде которой показывала выдающиеся достижения. Нихер играла в баскетбол, набрав более 2000 очков за свою карьеру.

### Университет штата Пенсильвания
Нихер обучалась в Пенсильванском университете с 2006 по 2009 годы, за это время она провела 74 игры, став обладательницей индивидуальных наград.

## Клубная карьера

### «Бостон Брейкерс», 2010—2011
Нихер была выбрана «Бостон Брейкерс» на драфте под 11-м номером в 2010 года, причём первым вратарём. «Бостон» заняли второе место в турнирной таблице лиги, но в полуфинале проиграли «Филадельфии Индепенденс».

### «Турбине», 2011—2013
После завершения сезона 2011 года, Нихер перешла в клуб немецкой бундеслиги «Турбине». В сезоне 2011/2012 она участвовала в 24 матчах. «Турбине» выиграли немецкую Бундеслигу. После того, как в сезоне 2012/2013 американская лига была приостановлена, Нихер продолжила играть в Германии.

### «Бостон Брейкерс», 2013—2015
В мае 2013 года Нихер подписала контракт с «Бостон Брейкерс», которая играет в реогранизованной Национальной женской футбольной лиге.
В сезоне Национальной женской футбольной лиги 2014 года Нихер играла за «Бостон» во всех матчах и стала вратарём года, совершив 106 сейвов в 24 играх.
22 ноября 2015 года Нихер перешла из «Бостона» в «Чикаго Ред Старз» в результате обмена на Уитни Энген.

### «Чикаго Ред Старз», 2015 —н.в.
Нихер хорошо начала сезон 2016 года в составе «Чикаго», пропустив всего один гол за месяц
Нихер стала лучшим игроком шестой недели 2018 года по версии NWSL Media Association, а в июне 2018 года вошла в состав команды месяца.
18 августа 2018 Нихер сыграла сотую игру в лиге в матче против «Портленд Торнс», который завершился со счётом 2:2.

## Международная карьера

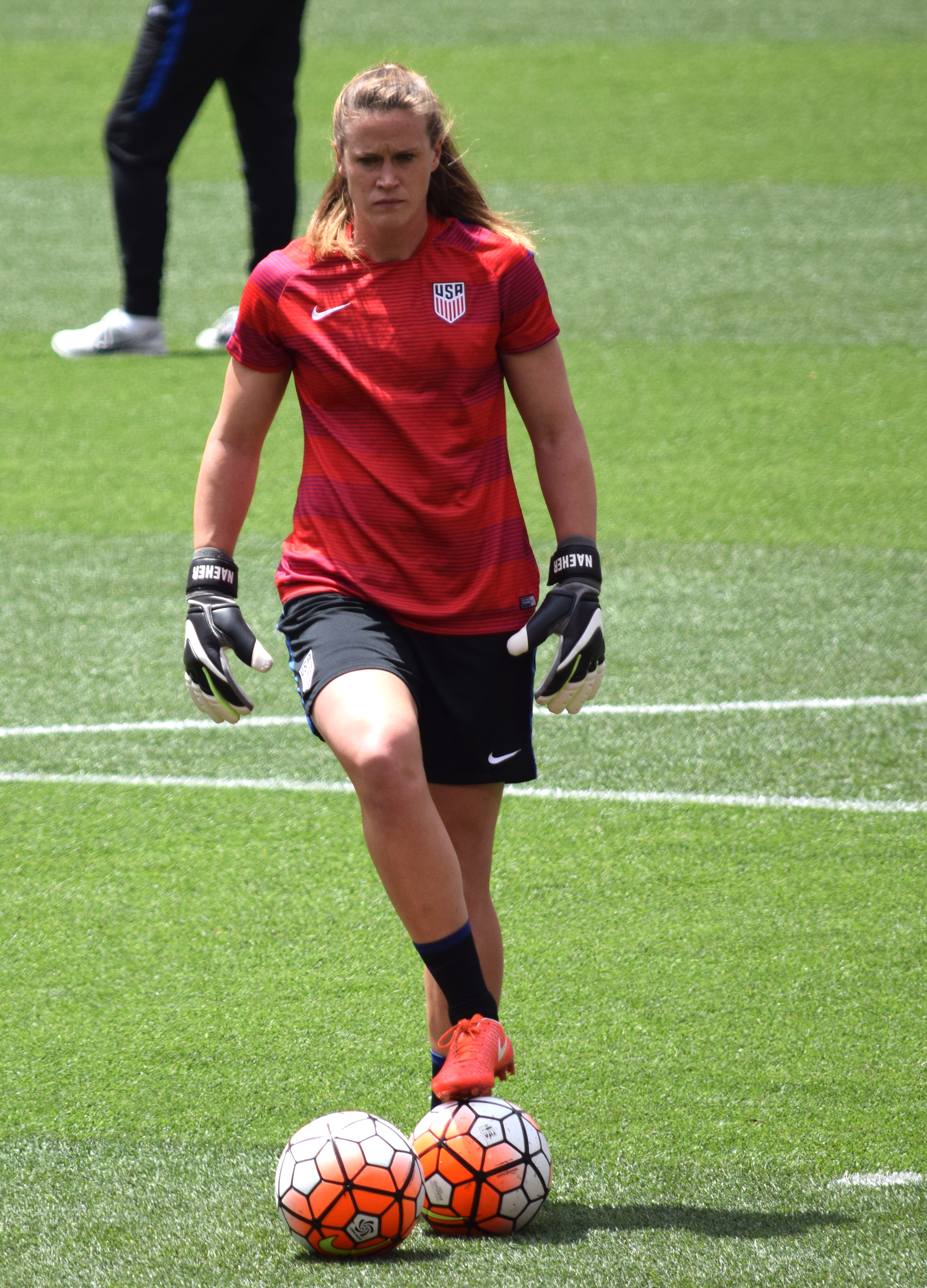
Алисса Нихер в июне 2016 года

Нихер играла на Панамериканских играх 2007 года, где американки заняли второе место, уступив в финале Бразилии.
Нихер вошла в состав сборной на чемпионат мира 2015 года в Канаде. Она была запасным вратарём Хоуп Соло и не вышла на поле, но стала чемпионкой мира.
После поражения Соединённых Штатов на летних Олимпийских играх 2016 года Нихер стала главным вратарём сборной США, заняв место Хоуп Соло.
Нихер была вратарём сборной США на женском чемпионате КОНКАКАФ 2018 года. США выиграли второй подряд чемпионат КОНКАКАФ, победив в финале со счётом 2:0 сборную Канады.

### Чемпионат мира 2019
2 мая 2019 года Нихер была включена в состав США на чемпионат мира 2019 года, который стал для неё вторым в карьере. 11 июня Нихер впервые приняла участие в качестве игрока, сыграв три матча «на ноль»: 13:0 над Таиландом, 3:0 над Чили и 2:0 над Швецией.
В раунде плей-офф Нихер совершила четыре сейва против Франции в четвертьфинале, в котором американки победили со счётом 2:1. В полуфинале Нихер провела фантастическую игру против Англии, совершив три сейва и отразив пенальти Стеф Хотон на 83-й минуте. Это помогла американкам победить со счётом 2:1, а в финале они одержали сухую победу над сборной Нидерландов со счётом 2:0.

## В культуре

### Видеоигры
В видеоигре FIFA 16 были впервые представлены женщины, и Нихер оказалась в их числе.